# Kurt Arndt (Politiker)
Kurt Arndt (* 11. März 1908 in Berlin; † 10. März 1997 ebenda) war ein deutscher Politiker (SPD).
Kurt Arndt besuchte eine Volksschule und machte eine Lehre als Automateneinrichter. Er trat 1925 der Gewerkschaft und 1930 der SPD bei. Nach dem Zweiten Weltkrieg machte er 1945 eine Ausbildung als Fürsorger. 1947 wurde er Gewerkschaftssekretär bei der Deutschen Angestellten-Gewerkschaft (DAG) Berlin. Bei der Berliner Wahl 1963 wurde Arndt in das Abgeordnetenhaus von Berlin gewählt, dem er bis 1971 angehörte.